# Deraeocoris nitenatus
Deraeocoris nitenatus är en insektsart som beskrevs av Knight 1921. Deraeocoris nitenatus ingår i släktet Deraeocoris och familjen ängsskinnbaggar. Inga underarter finns listade i Catalogue of Life.